# Campeonato Europeo de Remo de 2017
El XI Campeonato Europeo de Remo se celebró en Račice (República Checa) entre el 26 y el 28 de mayo de 2017 bajo la organización de la Federación Internacional de Sociedades de Remo (FISA) y la Federación Checa de Remo.
Las competiciones se realizaron en el Canal de Regatas de la ciudad checa.

## Medallistas

### Masculino
| Evento                                 | Oro | Plata | Bronce |
| -------------------------------------- | --- | --- | --- |
| Scull individual M1X (28.05)           | Ondřej Synek · República Checa · 6:48,13 | Damir Martin · Croacia · 6:50,02 | Stanislau Shcharbachenia · Bielorrusia · 6:52,99 |
| Doble scull M2X (28.05)                | Filippo Mondelli · Luca Rambaldi · Italia · 6:20,92 | Mirosław Ziętarski · Mateusz Biskup · Polonia · 6:22,10 | Barnabé Delarze · Roman Röösli · Suiza · 6:24,16 |
| Cuatro scull M4X (28.05)               | Dovydas Nemeravičius · Martynas Džiaugys · Rolandas Maščinskas · Aurimas Adomavičius · Lituania · 5:44,65                                                                                | Dominik Czaja · Dariusz Radosz · Wiktor Chabel · Adam Wicenciak · Polonia · 5:48,02 | Romano Battisti · Andrea Panizza · Giacomo Gentili · Emanuele Fiume · Italia · 5:49,13                                                                                              |
| Dos sin timonel M2- (28.05)            | Matteo Lodo · Giuseppe Vicino · Italia · 6:22,58 | Valentin Onfroy Théophile Onfroy Francia 6:25,96 | Miloš Vasić Nenad Beđik Serbia 6:27,68 |
| Cuatro sin timonel M4- (28.05)         | Marco Di Costanzo · Giovanni Abagnale · Matteo Castaldo · Domenico Montrone · Italia · 5:54,52                                                                                           | Cristian Ivașcu · Vlad-Dragoș Aicoboae · Marius Cozmiuc · Ciprian Tudosă · Rumania · 5:56,07 | Alexandr Stradayev · Daniil Andriyenko · Semion Yaganov · Grigori Shchulepov · Rusia · 5:56,86                                                                                      |
| Ocho con timonel M8+ (28.05)           | Johannes Weißenfeld · Felix Wimberger · Maximilian Planer · Torben Johannesen · Jakob Schneider · Malte Jakschik · Richard Schmidt · Hannes Ocik · Martin Sauer (t) · Alemania · 5:28,03 | Zbigniew Schodowski · Mateusz Wilangowski · Ryszard Ablewski · Robert Fuchs · Marcin Brzeziński · Bartosz Modrzyński · Mikołaj Burda · Michał Szpakowski · Daniel Trojanowski (t) · Polonia · 5:30,91 | Boaz Meylink · Kaj Hendriks · Tone Wieten · Roel Braas · Ruben Knab · Mechiel Versluis · Robert Lücken · Bjorn van den Ende · Diederik van Engelenburg (t) · Países Bajos · 5:31,05 |
| Scull individual ligero LM1X (28.05)   | Michael Schmid · Suiza · 6:51,72 | Péter Galambos · Hungría · 6:51,85 | Niels Van Zandweghe · Bélgica · 6:51,91 |
| Doble scull ligero LM2X (28.05)        | Pierre Houin Jérémie Azou Francia 6:17,67 | Gary O'Donovan Paul O'Donovan Irlanda 6:20,06 | Stefano Oppo · Pietro Ruta · Italia · 6:20,36 |
| Dos sin timonel ligero LM2- (28.05)    | Mark O'Donovan Shane O'Driscoll Irlanda 6:32,34 | Nikita Bolozin · Alexei Kiyashko · Rusia · 6:34,74 | Giuseppe Di Mare · Alfonso Scalzone · Italia · 6:34,89 |
| Cuatro sin timonel ligero LM4- (28.05) | Maxim Telitsyn · Alexandr Bogdashin · Alexandr Chaukin · Alexei Vikulin · Rusia · 6:08,09                                                                                                | Matteo Pinca · Martino Goretti · Piero Sfiligoi · Catello Amarante · Italia · 6:08,23 | Jan Hájek · Jan Vetešník · Jiří Kopáč · Milan Viktora · República Checa · 6:14,74                                                                                                   |

### Femenino
| Evento                               | Oro | Plata | Bronce |
| ------------------------------------ | --- | --- | --- |
| Scull individual W1X (28.05)         | Victoria Thornley Reino Unido 7:34,23 | Yekaterina Karsten · Bielorrusia · 7:34,92 | Annekatrin Thiele · Alemania · 7:35,79 |
| Doble scull W2X (28.05)              | Kristýna Fleissnerová · Lenka Antošová · República Checa · 7:04,75 | Lisa Scheenaard · Marloes Oldenburg · Países Bajos · 7:06,24 | Kiri Tontodonati · Stefania Gobbi · Italia · 7:07,79 |
| Cuatro scull W4X (28.05)             | Daniela Schultze · Charlotte Reinhardt · Frauke Hundeling · Frieda Hämmerling · Alemania · 6:24,08                                                                                      | Olivia van Rooijen · Inge Janssen · Sophie Souwer · Nicole Beukers · Países Bajos · 6:25,63                                                                                             | Bethany Bryan Mathilda Hodgkins-Byrne Jessica Leyden Holly Nixon Reino Unido 6:26,54 |
| Dos sin timonel W2- (28.05)          | Mădălina Bereș · Laura Oprea · Rumania · 7:00,53 | Hedvig Rasmussen Christina Johansen Dinamarca 7:04,36 | Karen Bennett Holly Norton Reino Unido 7:06,65 |
| Cuatro sin timonel W4- (28.05)       | Cristina Popescu · Alina-Ligia Pop · Beatrice-Mădălina Parfenie · Roxana Parașcanu · Rumania · 6:51,64                                                                                  | Monika Ciaciuch · Joanna Dittmann · Anna Wierzbowska · Maria Wierzbowska · Polonia · 6:55,32                                                                                            | Willeke Vossen · Marleen Verburgh · Annemarie Bernhard · Lisanne Brandsma · Países Bajos · 6:59,23 |
| Ocho con timonel W8+ (28.05)         | Ioana Vrînceanu · Viviana-Iuliana Bejinariu · Mihaela Petrilă · Denisa Tîlvescu · Mădălina Bereș · Iuliana Popa · Adelina Boguș · Laura Oprea · Daniela Druncea (t) · Rumania · 6:10,35 | Veronique Meester · Aletta Jorritsma · Kirsten Wielaard · Lies Rustenburg · José van Veen · Ymkje Clevering · Karolien Florijn · Monica Lanz · Ae-Ri Noort (t) · Países Bajos · 6:12,86 | Yuliya Kalinovskaya · Valentina Plaksina · Anna Aksionova · Anna Karpova · Yelena Oriabinskaya · Anastasiya Tijanova · Yekaterina Potapova · Alevtina Savkina · Yevgueni Terejov (t) · Rusia · 6:16,05 |
| Scull individual ligero LW1X (28.05) | Emma Fredh · Suecia · 7:36,24 | Denise Walsh Irlanda 7:38,00 | Patricia Merz · Suiza · 7:39,94 |
| Doble scull ligero LW2X (28.05)      | Weronika Deresz · Martyna Mikołajczak · Polonia · 6:58,55 | Marieke Keijser · Ilse Paulis · Países Bajos · 7:02,56 | Katherine Copeland Emily Craig Reino Unido 7:03,02 |

## Medallero
| Núm. | País            | Oro | Plata | Bronce | Total |
| ---- | --------------- | --- | ----- | ------ | ----- |
| 1    | Italia          | 3   | 1     | 4      | 8     |
| 2    | Rumania         | 3   | 1     | 0      | 4     |
| 3    | Alemania        | 2   | 0     | 1      | 3     |
| 3    | República Checa | 2   | 0     | 1      | 3     |
| 5    | Polonia         | 1   | 4     | 0      | 5     |
| 6    | Irlanda         | 1   | 2     | 0      | 3     |
| 7    | Rusia           | 1   | 1     | 2      | 4     |
| 8    | Francia         | 1   | 1     | 0      | 2     |
| 9    | Reino Unido     | 1   | 0     | 3      | 4     |
| 10   | Suiza           | 1   | 0     | 2      | 3     |
| 11   | Lituania        | 1   | 0     | 0      | 1     |
| 11   | Suecia          | 1   | 0     | 0      | 1     |
| 13   | Países Bajos    | 0   | 4     | 2      | 6     |
| 14   | Bielorrusia     | 0   | 1     | 1      | 2     |
| 15   | Croacia         | 0   | 1     | 0      | 1     |
| 15   | Dinamarca       | 0   | 1     | 0      | 1     |
| 15   | Hungría         | 0   | 1     | 0      | 1     |
| 18   | Bélgica         | 0   | 0     | 1      | 1     |
| 18   | Serbia          | 0   | 0     | 1      | 1     |
|      | TOTAL           | 18  | 18    | 18     | 54    |